# Daniel Bernoulli
Daniel Bernoulli (Groninga, 8 febbraio 1700 – Basilea, 17 marzo 1782) è stato un matematico e fisico svizzero, uno dei più importanti membri della famiglia Bernoulli.
Viene ricordato in particolar modo per le applicazioni della matematica alla meccanica, specialmente la fluidodinamica, e per il suo pionieristico lavoro sulla probabilità e la statistica. Le opere di Bernoulli sono ancora oggi studiate in molti ambienti scientifici in ogni parte del mondo.

## Biografia

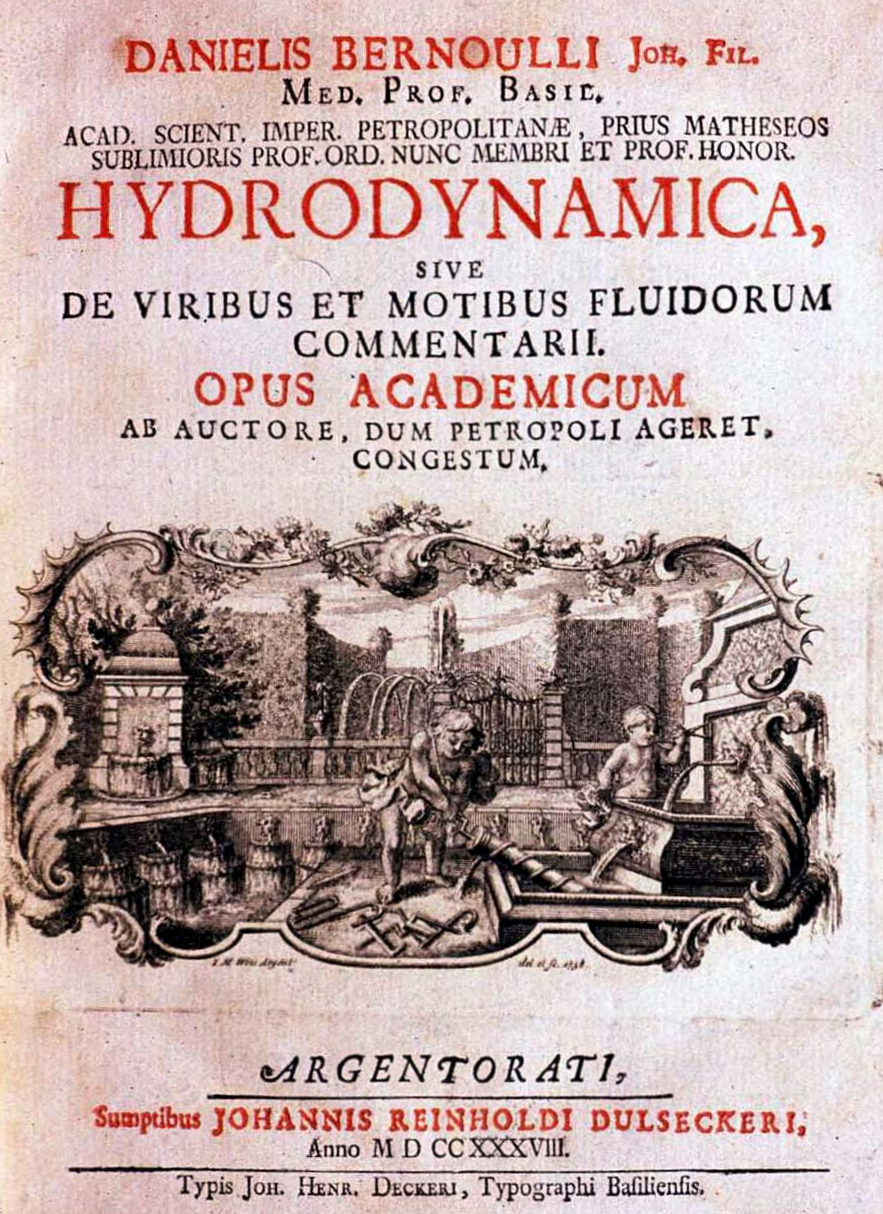
Copertina del volume Hydrodynamica (1738)

Nato a Groninga, nei Paesi Bassi, era figlio del matematico svizzero-tedesco Johann Bernoulli, nipote di Jakob Bernoulli, fratello minore di Nicolaus II Bernoulli e maggiore di Johann II Bernoulli, Daniel Bernoulli è stato descritto come "di gran lunga il più abile dei giovani Bernoulli". Si dice che ebbe una pessima relazione con il padre. Quest'ultimo, infatti, quando entrambi concorsero per il primo posto in una competizione scientifica all'Università di Parigi, incapace di sopportare la "vergogna" di essere confrontato con il proprio figlio, lo allontanò da casa. 
Johann Bernoulli tentò anche di "rubare" il libro di Daniel Hydrodynamica e rinominarlo Hydraulica. Nel 1738 il duo padre-figlio pubblicò quasi simultaneamente lavori separati sull'idrodinamica. In realtà Daniel fu raggirato dal Padre e dall'amico Euler, dopo aver saputo delle manovre del padre finalizzate ad accreditarsi i meriti dei suoi studi sul moto dei fluidi dichiaró: "di tutta la mia Hydrodynamica, per la stesura della quale in tutta onestà non devo a mio padre una virgola, mi trovo defraudato all'improvviso, perdendo in una sola ora i frutti di dieci lunghi anni di duro lavoro". Alla fine, avvilito Daniel decise di imprimere una svolta alla propria vita abbandonando la matematica: "Avrei fatto meglio a imparare il mestiere del calzolaio, anziché quello del matematico".
All'età di sei anni nacque il fratello di Daniel, Johann II Bernoulli. In età scolare suo padre, Johann Bernoulli, lo incoraggiò a studi di economia e finanza, avendo poca considerazione delle sue abilità matematiche. Daniel rifiutò, essendo ferma la sua volontà di studiare matematica; tuttavia in seguito assecondò i desideri paterni e studiò economia. Suo padre poi gli chiese di studiare medicina, e Daniel fu d'accordo, a patto che suo padre gli insegnasse anche matematica privatamente, cosa che continuarono a fare per qualche tempo.
Daniel Bernoulli fu contemporaneo e buon amico di Eulero. Nel 1724 si trasferì a San Pietroburgo come professore di matematica, ma visse un periodo non felice ed una malattia nel 1733 gli offrì il pretesto per abbandonare l'incarico. Ritornò quindi all'Università di Basilea, dove tenne fino alla sua morte le cattedre di medicina, metafisica e filosofia naturale.
Alla famiglia Bernoulli è stato dedicato un asteroide, 2034 Bernoulli.

## Le opere matematiche
Il suo primo lavoro matematico furono le Exercitationes (Esercizi di Matematica), pubblicato nel 1724 con l'aiuto di Goldbach. Due anni dopo, per la prima volta osservò che un moto qualsiasi poteva essere ottenuto dalla composizione di un moto di traslazione e uno di rotazione. Il suo principale lavoro fu Hydrodynamique (Hydrodynamica), pubblicato nel 1738; nella sua struttura assomiglia alla Méchanique Analytique di Joseph Louis Lagrange: tutti i risultati sono conseguenza di un singolo principio, e precisamente quello di conservazione dell'energia. L'opera fu seguita da una memoria sulla teoria delle maree, alla quale, insieme alle memorie di Eulero e Colin Maclaurin, l'Accademie Royale des Sciences francese assegnò un premio: queste tre memorie contengono tutto ciò che sull'argomento venne scritto tra i Philosophiae Naturalis Principia Mathematica di Isaac Newton e le investigazioni di Pierre-Simon Laplace. Bernoulli scrisse anche un gran numero di articoli su vari argomenti matematici, specialmente sui problemi concernenti le corde vibranti e la soluzione data da Brook Taylor e Jean le Rond d'Alembert.

## Statistica
Daniel Bernoulli fu anche autore nel 1738 di Specimen theoriae novae de mensura sortis (Esposizione di una nuova teoria di misura del rischio), in cui il paradosso di San Pietroburgo è considerato la base dell'avversione al rischio, il premio e l'utilità.
Uno dei primi tentativi di analizzare un problema di statistica utilizzando dati tenuti nascosti è stata l'analisi di Bernoulli del 1766 sulla diffusione del vaiolo e i relativi dati di mortalità, per dimostrare l'efficacia del vaccino.

## Fisica
Daniel Bernoulli fu uno dei primi scienziati a formulare la teoria cinetica dei gas ed applicare la legge di Boyle.
Egli lavorò con Eulero sull'elasticità e sulla formulazione dell'equazione di Eulero-Bernoulli. Il principio di Bernoulli è largamente utilizzato in aerodinamica e fluidodinamica.

## Opere

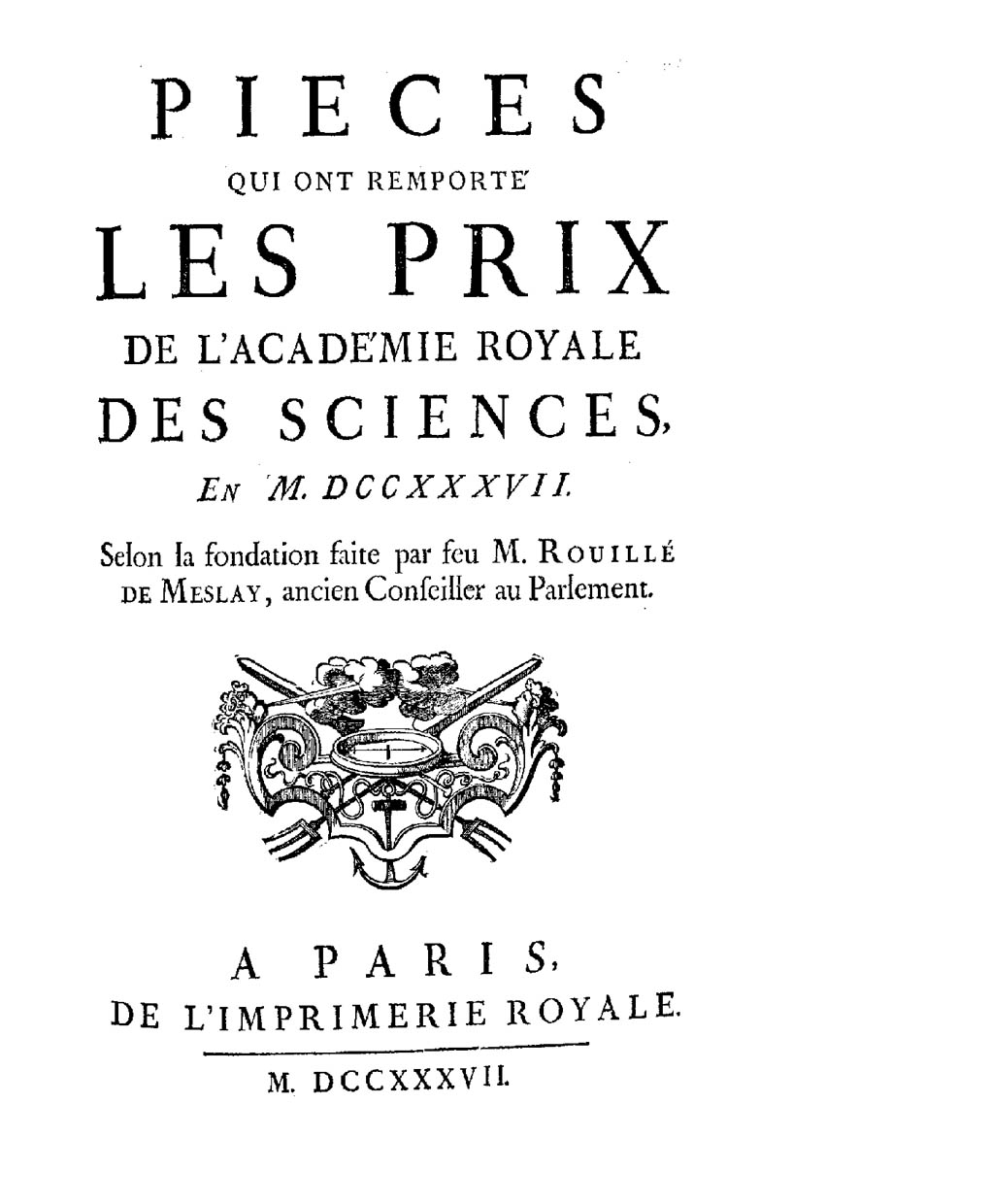
Pieces qui ont remporté le Prix double de l'Academie royale des sciences en 1737

- (FR) Pieces qui ont remporté le Prix double de l'Academie royale des sciences en 1737, Paris, Imprimerie Royale, 1737.

## Memoria
Nel 2023 gli è stata dedicata una targa presso l'Università di Basilea.